# Valeri Poustovoïtenko
Valeri Pavlovych Poustovoïtenko (en ukrainien : Валерій Павлович Пустовойтенко, né le 2 février 1947) est un homme d'État ukrainien. Il a été Premier ministre de 1997 à 1999 sous la présidence de Leonid Koutchma.

## Biographie
Valeriy Poustovoïtenko naît dans l'oblast de Mykolaïv, dans une famille de travailleurs agricoles. Il fait ses études à Odessa puis à Dnipropetrovsk.
Il est élu député en 1990. Il est nommé ministre en 1993, puis de 1994 à 1997 et a été le chef du Parti démocratique du peuple (en ukrainien : Народно-демократична партія).
Valeriy Poustovoïtenko est nommé premier ministre le 16 juillet 1997 par le président Leonid Koutchma, dont il est un proche conseiller. Il succède à Pavlo Lazarenko à ce poste (et à Vassyl Dourdynets, premier ministre par intérim).
Il démissionne en décembre 1999, à la suite de la réélection de Koutchma lors de l'élection présidentielle de 1999, comme prévu par la constitution ukrainienne.
Il sera également ministre des Transports dans le gouvernement Kinakh de 2001 à 2002. Poustovoïtenko a par ailleurs été le président de la Fédération d'Ukraine de football de 1996 à 2000.
En mai 2009, il est soutenu par le gouvernement pour le poste de gouverneur de la région de Kiev, mais cette candidature est refusée par le président Viktor Iouchtchenko.